# Digital Radio Mondiale
DRM (Digital Radio Mondiale) är ett system för digitalradio på långvåg, mellanvåg och kortvåg. DRM ger, liksom AM-kortvåg, en mycket lång, ibland global, räckvidd, och kombinerar denna långa räckvidd med en ljudkvalitet som är nästan lika bra som hos FM-radio (i mono). Data och text kan också integreras i radiosändningen i digital form. DRM använder MPEG4-kodning av ljudsignalen. DRM kan ses som kortvågens motsvarighet till DAB, men medan DAB använder ett helt nytt frekvensband så använder DRM samma frekvensband som de gamla AM-sändningarna på kortvåg. DRM har flera moder: vissa behöver en bandbredd på bara 4,5–5 kHz, medan andra kan utnyttja större bandbredd på 18–20 kHz (vanlig AM kräver 9–10 kHz bandbredd).
DRM-sändningar har pågått i några år, och 2004 började Sveriges Radio sända en del av sina utlandsprogram med DRM, samtidigt som de gamla AM-sändningarna fortsatte till 2009.  Ett antal DRM-mottagare finns tillgängliga, från rena mjukvarumottagare (en enkel frekvenskonvertering konverterar signalen till audio-frekvenser som sedan matas in på linjeingången på datorns ljudkort; signalen avkodas därefter med ett program i datorn och den avkodade signalen spelas upp på datorns högtalare), en "win-radio" (PCI-kort som fungerar under Windows), en mottagare som kopplas till datorns USB-port, till en mer traditionell radiomottagare som även tar emot vanlig AM på kortvåg.
Sedan ett par år har också digitalradio för FM-bandet utvecklats med DRM+ för frekvenser högre än 30 MHz. DRM+ har efter försök i bl.a. Indien, Brasilien, Storbritannien och Tyskland godkänts av den europeiska telemyndigheten CEPT. Fr.o.m. 2012 är nu DRM+ också godkänd av Internationella Teleunionen (ITU) som en av fyra världsstandarder för digitalradio; de övriga är DAB, HD-Radio och ISDB-T. DRM+ har bättre räckvidd än DAB och är mindre kostsamt. Ses därför som ett bättre alternativ för mindre radiostationer (lokala kommersiella eller närradio). 
Sedan 2022 tillverkas mottagare för både DRM30 på mellanvåg och DRM+ på FM-bandet i Indien som satsar brett på att nå hela befolkningen med digital marksänd radio.  Även i grannlandet Pakistan etableras dessa system.